# Castello d'Ô
Il Castello d'Ô è un edificio storico situato nel comune francese di Mortrée, in Normandia.

## Storia
François d'Ô, ultimo discendente della nobile casata d'Ô, consigliere personale del re Enrico III di Francia, fece costruire, nel XVI secolo, una splendida residenza privata nelle campagne normande. Per realizzare il castello, impiegò quasi tutte le sue finanze. Molto probabilmente, nella zona, esisteva già un castello appartenente ai d'Ô, distrutto nel secolo precedente.

## Architettura
Il castello d'Ô è stato realizzato in stile Gotico flamboyant, uno stile architettonico molto di moda nel '500, considerato il predecessore del Barocco. L'ingresso, opera straordinaria di un architetto anonimo, è famoso per la decorazione in mattoni rossi e bianche disposti a scacchiera che lo orna e per la complessità delle figure sul portale. C'è, poi, un preesistente castello in stile rinascimentale, connesso con il castello flamboyant tramite un cortile voluto da Charles-Robert d'Ô. Il giardino settecentesco è ricco di padiglioni ed è uno dei più belli di Francia.

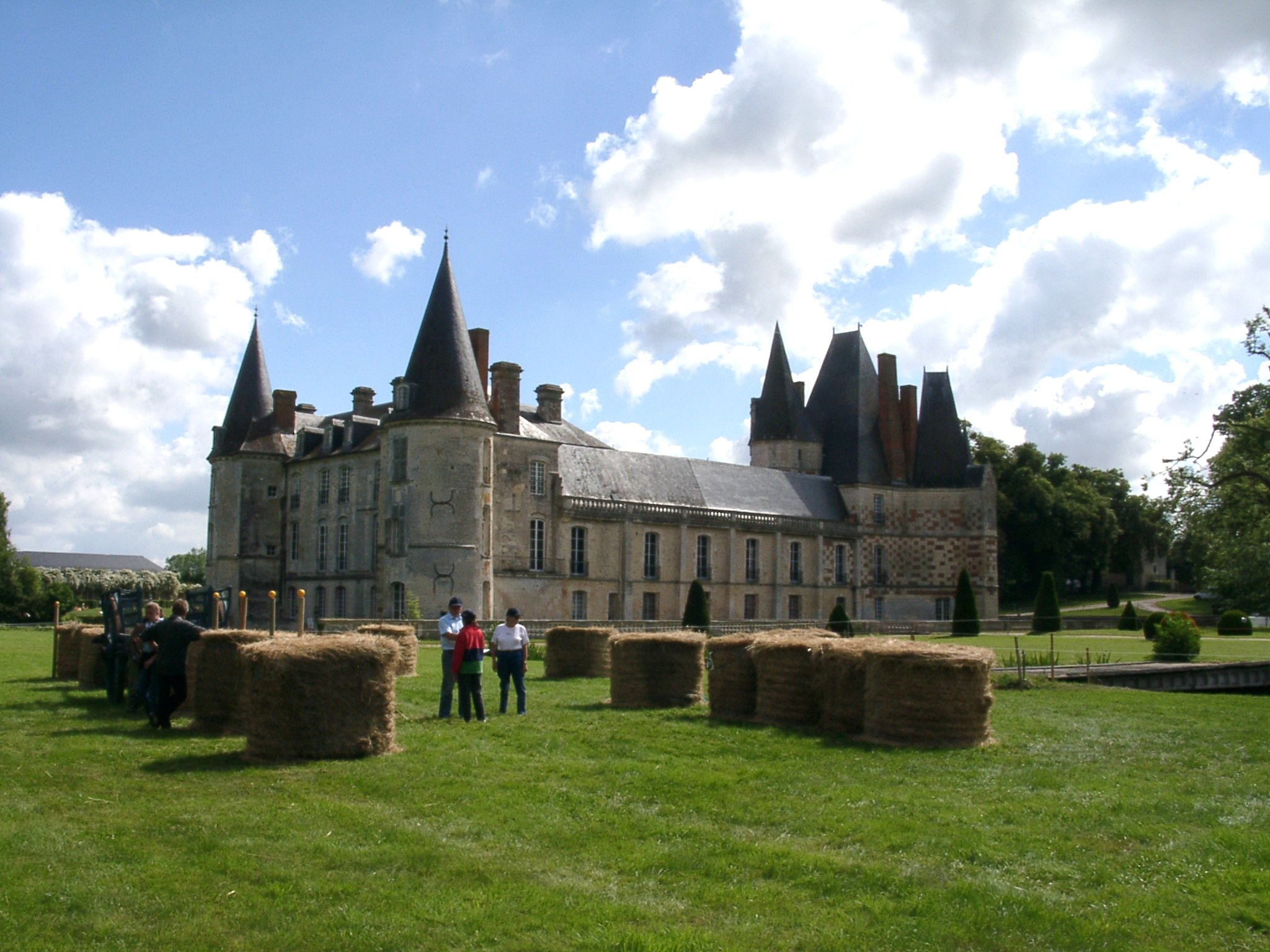
il castello rinascimentale

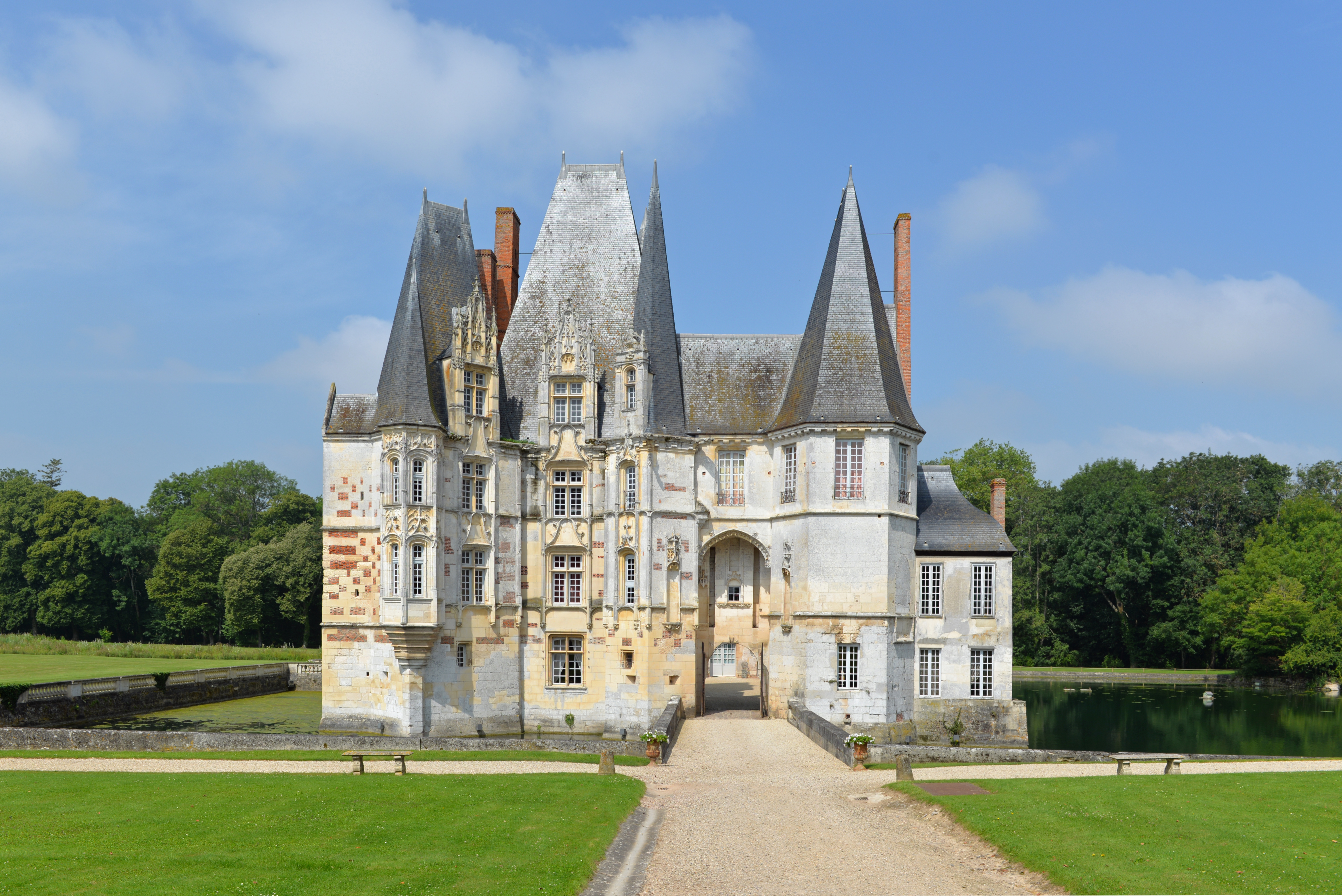
il castello Gotico Fiammeggiante